# Agapanthia talassica
Agapanthia talassica là một loài bọ cánh cứng trong họ Cerambycidae.